# بالیک پولائو
بالیک پولائو (به انگلیسی: Balik Pulau) یک شهرک در قلمرو شورای شهر جزیره پنانگ در ایالت پنانگ، مالزی است. این شهرک که در جنوب غربی جزیره پنانگ واقع شده‌است، مقر امور اداری ناحیه جنوب غربی جزیره پنانگ می‌باشد.
شهرک زراعتی بالیک پولائو در سال ۱۷۹۴ توسط کمپانی هند شرقی بریتانیا تأسیس شد. تا به امروز، اقتصاد بالیک پولائو همچنان تاحد زیادی به کشاورزی وابسته است، معروف‌ترین محصولات کشاورزی پنانگ، از قبیل جوز هندی، میخک صدپر و خارگیل در شهرک تولید می‌شوند. این موارد، همین‌طور در رشد بخش گردشگری در شهرک سهیم بوده‌اند، شهرت بالیک پولائو به خاطر تنوع گستردگی خارگیل می‌باشد، به عنوان مثال، بین ماه‌های مه و اوت هرسال گروه‌های زیادی از گردشگران را جذب خود می‌کند.
در حالیکه بالیک پولائو و در ادامه آن، بخش غربی جزیره پنانگ، در مقایسه با شهر مرکزی پر جنب و جوش در سمت دیگر جزیره، آرام‌تر به نظر می‌رسد، با برنامه‌ریزی توسعه مناطق مسکونی برای این بخش از جزیره، در سال‌های اخیر شهری شدن مناطق به شهرک هم کشیده شده‌است.

## ریشه‌شناسی
بالیک پولائو در زبان مالایی به معنی پشت جزیره است. این واژه به موقعیت شهرک در غرب جزیره پنانگ اشاره دارد که از لحاظ جغرافیایی توسط تپه‌های مرکزی جزیره از سمت شمال‌شرقی شهرک، از شهر جرج تاون جدا شده‌است.